# The Puppini Sisters EP

The Puppini Sisters EP est un maxi du groupe The Puppini Sisters sorti en juillet 2006 et disponible en format mp3.

Il comprend quatre titres, tous des reprises, dont Boogie Woogie Bugle Boy (of Company B) chanté à l'origine par The Andrews Sisters.

On retrouve les chansons sur l'album Betcha Bottom Dollar à l'exception de Libertango. Ce dernier titre est l'adaptation d'un morceau composé par Astor Piazzolla, avec les paroles de la version interprétée par Grace Jones en 1981 et connue également sous le titre I've Seen That Face Before.

## Liste des titres
1. Boogie Woogie Bugle Boy (of Company B)
2. Wuthering Heights
3. Heebie Jeebies
4. Libertango